# Erosione genetica

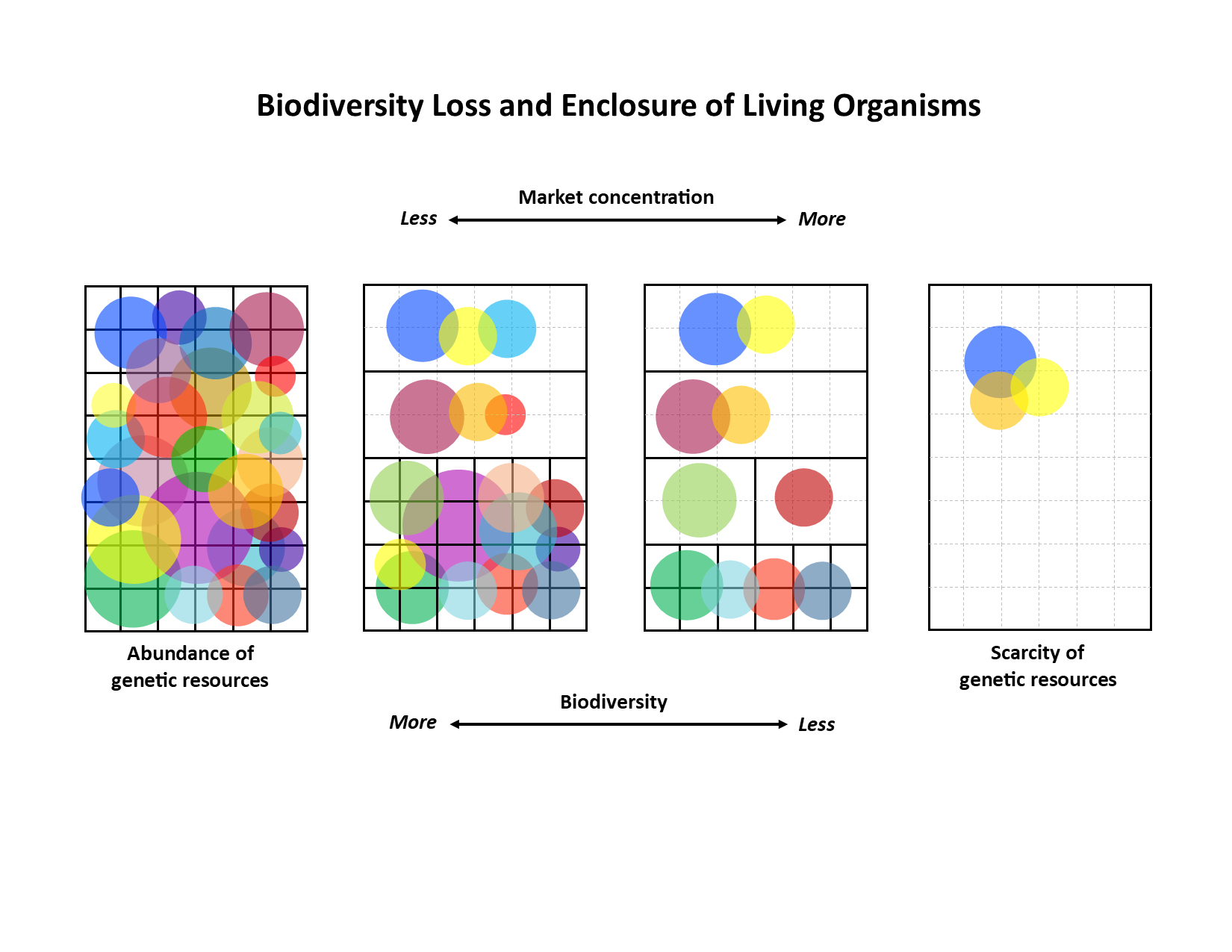
Perdita della biodiversità negli organismi viventi. Questa immagine cerca di illustrare la relazione inversa tra dominio aziendale e biodiversità nei sistemi agricoli come il sistema alimentare. Man mano che le grandi aziende agroalimentari aumentano la loro posizione dominante nei sistemi agricoli, le risorse genetiche diventano sempre più a rischio e soggette a privatizzazione. Al contrario, lo slancio della sovranità dei semi, del rimpatrio dei semi e dei movimenti per “liberare i semi” a livello regionale e globale aumenta le risorse genetiche disponibili nei sistemi alimentari e ripristina la biodiversità.

L'erosione genetica o  perdita di variabilità genetica è un meccanismo biologico in cui si viene a determinare una perdita di variabilità alleica o genetica con possibile estinzione del germoplasma da parte di una popolazione di viventi.
In generale si riferisce alla perdita di varietà e alla perdita di specie di colture vegetali.

## Cause
Le cause sono essenzialmente due: consanguineità e una casuale deriva genetica.
Una ulteriore causa di perdita genetica in agricoltura è data dall'intensificazione dell'agricoltura, dal pascolo eccessivo e dal conseguente declino dei pascoli permanenti e dalla scomparsa degli alberi sempreverdi, nonché della vegetazione arbustiva specie nella macchia del bacino del Mediterraneo.
L'erosione genetica comprende sia la perdita di singoli geni o particolari combinazioni di geni, sia la perdita di varietà e colture.
Generalmente, a causa della sostituzione del tradizionale varietà culturali con cultivar moderne e ad alto rendimento agronomico; essa si manifesta rapidamente. Inoltre si manifesta rapidamente nelle anche a seguito di catastrofi naturali e con distruzione e modifica volontaria su larga scala di habitat naturali che ospitano specie selvatiche.
Le moderne varietà vegetali di interesse agronomico sono spesso sostituite con cultivar moderne geneticamente uniformi e ad alto rendimento; ciò comporta la perdita di circa i tre quarti della diversità genetica delle colture agricole.

## Conseguenze
(Stephen J. O'Brien, Chief, Laboratory of Viral Carcinogenesis, National Cancer Institute (April 1992).)

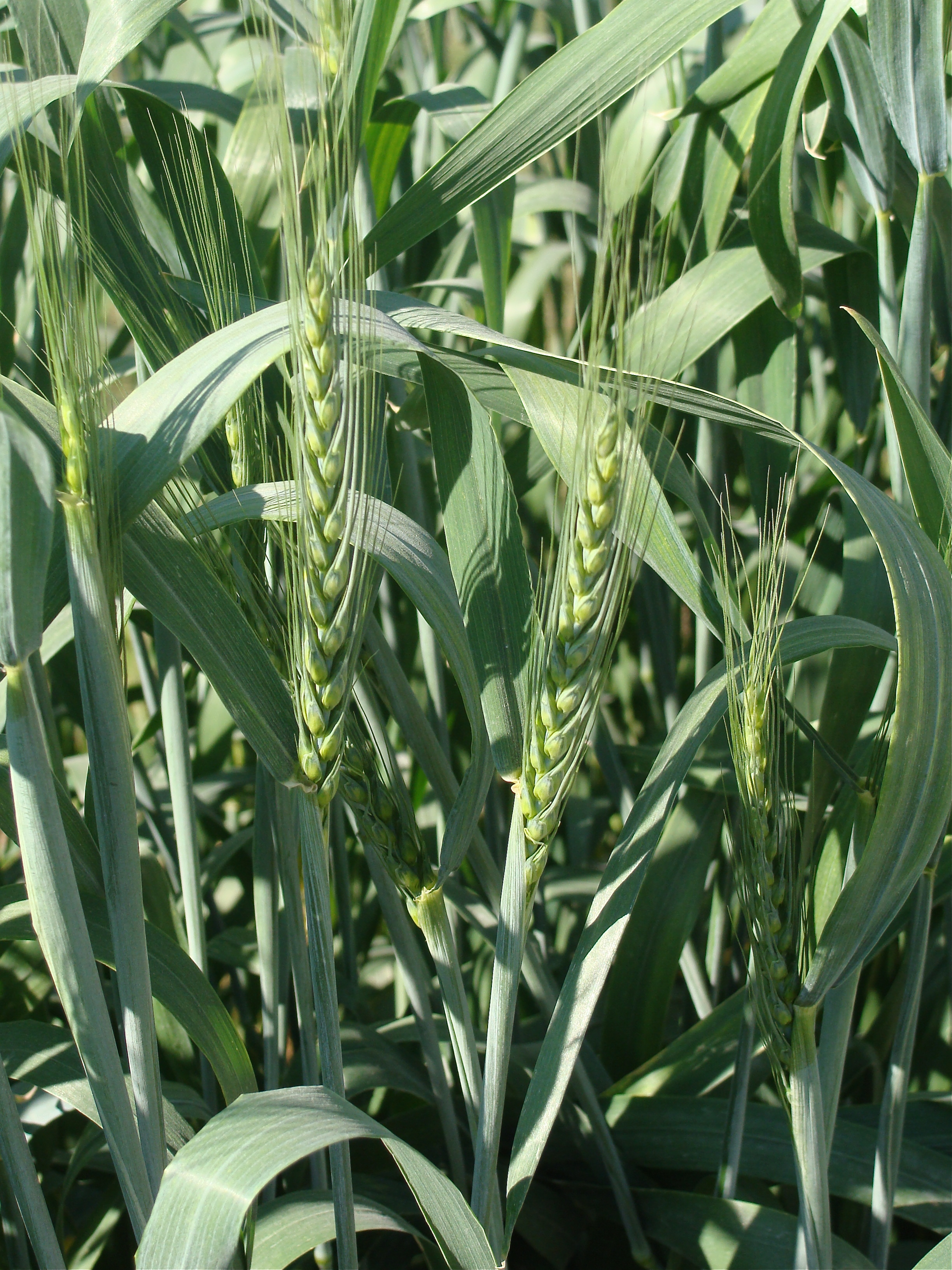
Oggi in Europa la specie di cereali Triticum aestivum (frumento tenero) è geneticamente molto più uniforme rispetto a 100 anni fa. L'immagine mostra spighe immature di una varietà di grano tenero invernale locale “Viglaska” presente in Slovacchia (qui è nel Jardin des Plantes a Parigi).

Tra le conseguenze note per le piante coltivate e per gli animali di allevamento vi è la perdita di resistenza alle malattie specie a quelle virali. Ne consegue che la perdita di diversità genetica può rendere le specie più vulnerabili alle infezioni dei virus e, di conseguenza, portare all’estinzione di alcune di esse.
Si stimano entro il 2050 una perdita di specie vegetali presenti sul pianeta pari al 25%.